# Geronimo
Apačský náčelník a šaman Geronimo, indiánským jménem Goyathlay nebo Gokhlayeh, Ten, který zívá, zkráceně Zíval, se narodil na pomezí Arizony a Nového Mexika bedonkohejským rodičům, bojovníku Taklishimovi, Šedivému, a ženě, kterou známe jen pod španělským jménem Juana. Byl údajně čtvrtým dítětem z celkem osmi sourozenců, čtyř chlapců a čtyř dívek. Většina z jeho bratrů a sester však byli spíše bratranci a sestřenice. Kromě Ish-ton byla jeho známou sestrou Nah-da-ste, která se stala jednou z manželek warmspringského náčelníka Nany (cca 1807-96). Na oplátku si Geronimo vzal Nanovu dceru Zi-yeh alias Kattie.
Taklishim zemřel na nějakou vleklou chorobu v době, kdy byl Goyathlay ještě malý chlapec. Jeho žena Juana se pak už nikdy nevdala. První Geronimovou ženou byla Alopé, po její tragické smrti měl ještě nejméně osm manželek (Chee-hash-kish, Nana-tha-thtith, Zi-yeh, She-gha, Shtsha-she, Ih-tedda, Taz-ayz-Slath a Azul). S Chee-hash-kish měl náčelník syna Chappa a dceru Dohn-say, se Zi-yeh dceru Evu a s Ih-teddou, kterou v roce 1885 unesl z okolí meskalerské rezervace, dceru Lennu a syna Roberta.
Ačkoliv se Goyathlay účastnil všech významných bitev Čirikavů, známějším se stal až v 70. letech 19. století a úplně se proslavil až v letech 1885-86, kdy s hrstkou bojovníků unikal několika tisícům amerických a mexických vojáků.
Náčelník zemřel 17. února 1909 na zápal plic. Když Geronimo umíral, držel ho za ruku synovec Ace Daklugie. Ten se pak stal strážcem strýčkova odkazu a do značné míry i tvůrcem jeho legendy.

## Sporné datum narození
Sám Geronimo ve svém vlastním autorizovaném životopise, „Geronimo, His Own Story“, který na přelomu let 1905 a 1906 s pomocí synovce Ace Daklugieho nadiktoval školnímu inspektorovi S. M. Barrettovi, tvrdí, že se narodil v červnu 1829 v kaňonu Nodoyohn ve východní Arizoně. Rezervační a vojenské záznamy upřesňují, těžko říci na jakém základě, datum narození na 16. června 1829. Přibližně v téže době se v encyklopediích (např. F. W. Hodge: Handbook of the American Indians  North of Mexico, Washington 1909) uvádělo, že apačský náčelník spatřil světlo světa v roce 1834 poblíž pevnosti Old Fort Tularosa v západním Novém Mexiku, možná i o něco jižněji nedaleko pramenů řeky Gily. Ačkoliv je rok 1834 nejméně pravděpodobný, dnes se dá říci, že i nemožný, můžeme se s ním jako vážně míněným údajem setkat ještě v knihách vydávaných v 50. letech 20. století a ojediněle i později.
Tak jak pokračovalo poznání apačské historie, posouval se i rok Geronimova narození a to směrem dopředu. Konkrétní datum se už zřejmě nikdy nezjistí, ale největší současní znalci Apačů se shodují v tom, že se náčelník musel narodit někdy mezi lety 1820 až 1825, případně krátce po roce 1820. K této domněnce je vede několik „nepřímých důkazů“ nebo chcete-li spekulací. Uveďme si alespoň dvě. Geronimův dědeček Mahko, největší vůdce bedonkohejských Apačů v jejich dějinách, zemřel někdy mezi lety 1815 a 1820, a jeho vnuk se narodil několik let po jeho smrti, což potvrzuje nebo naznačuje více pramenů. Bylo apačským zvykem nesouložit s těhotnou a kojící manželkou, což u jednoho dítěte představovalo dobu asi tří let; kdyby se Geronimo oženil v roce 1846 nebo 1847, jak tvrdí ve své autobiografii, nemohl mít v březnu 1851, kdy údajně došlo k masakru jeho rodiny, tři syny. Pokud by chtěl někdo namítnout, že se mu mohla narodit i dvojčata, není v silách žádného badatele to vyvrátit. Ale i pokud by se narodila, nejméně jedno z nich by dlouho nežilo. U Apačů a řady jiných indiánských kmenů se žena, porodivší dvojčata, na smrt vyděsila, neboť právě uvrhla na svůj lid zlé kouzlo. Jedno z narozených dětí bývalo brzy po porodu zabito, někdy i obě dvě a ve výjimečných případech, když šlo o opakovaný případ, i matka novorozeňat. Aby se vyhnula dalším komplikacím, zlikvidovala někdy, když to bylo možné a měla na to čas, rodička dvojčat jedno ze svých dětí sama a ukryla jeho tělíčko.

## Masakr u Kaskiehu
Dalším kontroverzním datem v náčelníkově životě je rok, v němž Mexičané zavraždili jeho ženu, syny a matku. Otevřte kteroukoli knihu vytištěnou v češtině a téměř každou s anglickým textem, v níž se píše o čirikavských Apačích a tedy i Geronimovi, a dočtete se, že v roce 1858 došlo u Kaskiyehu (apačský název pro presidio Janos) v severovýchodní Chihuahue k velkému masakru Bedonkohů. Žádný jiný primární zdroj krom Geronimových pamětí o této události nemluví, přesto ho považuje za věrohodný nejméně 90% autorů historických románů a přísně odborných děl. Nevíme, kde Geronimo rok 1858 sebral, nevíme vůbec, jakým způsobem vnímal čas a co mu říkal náš letopočet, nevíme také, jak na tom ve svých více než osmdesáti letech byl s pamětí a na nic jiného spoléhat nemohl, protože neměl k dispozici žádné písemné ani jiné záznamy.
Z úředních dokumentů, sonorských i chihuahuaských, vyplývá, že v roce 1858 se u Janosu žádné krveprolití neodehrálo. Jediná událost tohoto typu, již můžeme ztotožnit s Geronimovým popisem, se poblíž janoského presidia stala ráno 5. března 1851. Tehdy oddíly sonorského guvernéra José Maríy Carrasca (cca 1813  červenec 1851; guvernér Sonory v l. 1850  51) napadly apačské tábory rozptýlené kolem Janosu. Oficiálním důvodem útoku na pokojné Apače, přicházející do Chihuahuy obchodovat, bylo podle Carrasca potrestání zlodějů dobytka, uloupeného u sonorské osady Bacerac. Skutečným motivem vpádu sonorských vojáků do Chihuahuy však byla pomsta.
Na přelomu 40. a 50. let 19. století čelil mexický stát Sonora neustálým útokům čirikavských a Západních Apačů. V roce 1849 tu pobili na 187 lidí, o rok později 111 a od začátku roku 1851 do počátku března několik desítek dalších (do konce roku 1851 se počet zabitých Sonořanů zvýšil na 150, v následujících dvou letech povraždili Apači v Sonoře celkem 250 mužů, žen i dětí). Kromě toho 20. ledna 1851 porazili u Pozo Hediondo, Smrdutých pramenů, na hlavu 100členný oddíl sonorské domobrany, přičemž zabili 26 vojáků a 46 jich zranili. Takovou pohanu Carrasco nemohl snést a chtěl co nejdříve dopadnout, pozabíjet a pozajímat jakékoli Apače, lhostejno zda vinné nebo nevinné.
Zpět k nájezdu Carrascových vojáků do Chihuahuy: Sonořanům se podařilo dorazit k Janosu, aniž je kdokoli, ať už obyvatelé predisia nebo Indiáni, zpozorovali. Ještě než dorazili k osadě, zaskočili nájezdníci sedm Apačů, z nichž dva zabili a pět zajali. Pár mil na západ od Janosu narazili vojáci na rančérií čokonénského náčelníka Yrigóllena a zabili tu všechny Apače, jimž se nepodařilo uprchnout. Kromě samotného Yrigóllena tu zahynulo sedm dalších jeho lidí, tři muži a čtyři ženy. Když vesnici Čokonénů zničili, pokračovali vojáci v pochodu na Janos. Cestou přepadli ještě nejméně jednu rančérii, kde usmrtili Arvizua, náčelníka janeroských Nedniů, a několik jeho soukmenovců. Celkem Sonořané na své trestné výpravě zabili 16 mužů a pět žen a zajali šest bojovníků a 56 žen a dětí. A to je celá pravda o strašlivém vraždění u Kaskiyehu. Je možné, že tu byli zabiti i další Apači, a tedy i Geronimovy děti, manželka a matka, ale oficiální hlášení velitelů tažení nezmiňuje žádné zabité děti. Navíc, a tady už se dostáváme k otázce Geronimovy kmenové příslušnosti, historici dosud nezjistili, že by u Janosu byl zabit nějaký Bedonkoh nebo Čihenn. A Geronimova rodina tehdy žila v smíšené, bedonkohejskočihennské tlupě náčelníka Mangase Coloradase. Z žádných písemných záznamů nemáme také potvrzeno, že by v březnu 1851 byli nějací členové této tlupy u Janosu. Opět vše stojí jen na Geronimově vyprávění.
Náčelník prý svou rodinu pomstil o rok později, kdy se účastnil tažení spojených čirikavských kmenů do Sonory. Měl se tu vyznamenat v boji u města Arizpe, kde zabil mnoho nepřátel. Zde paměť starého válečníka úplně selhala. Je nade vší pochybnost potvrzeno, že Geronimo měl na mysli bitvu u Pozo Hediondo a tady se samozřejmě Sonořanům neměl ještě za co odplácet. V roce 1852 ani podle Geronima v roce 1859 se odvetná výprava všech Čirikavů do Sonory nekonala, nemáme o tom žádný důvěryhodný doklad.

## Geronimův lid

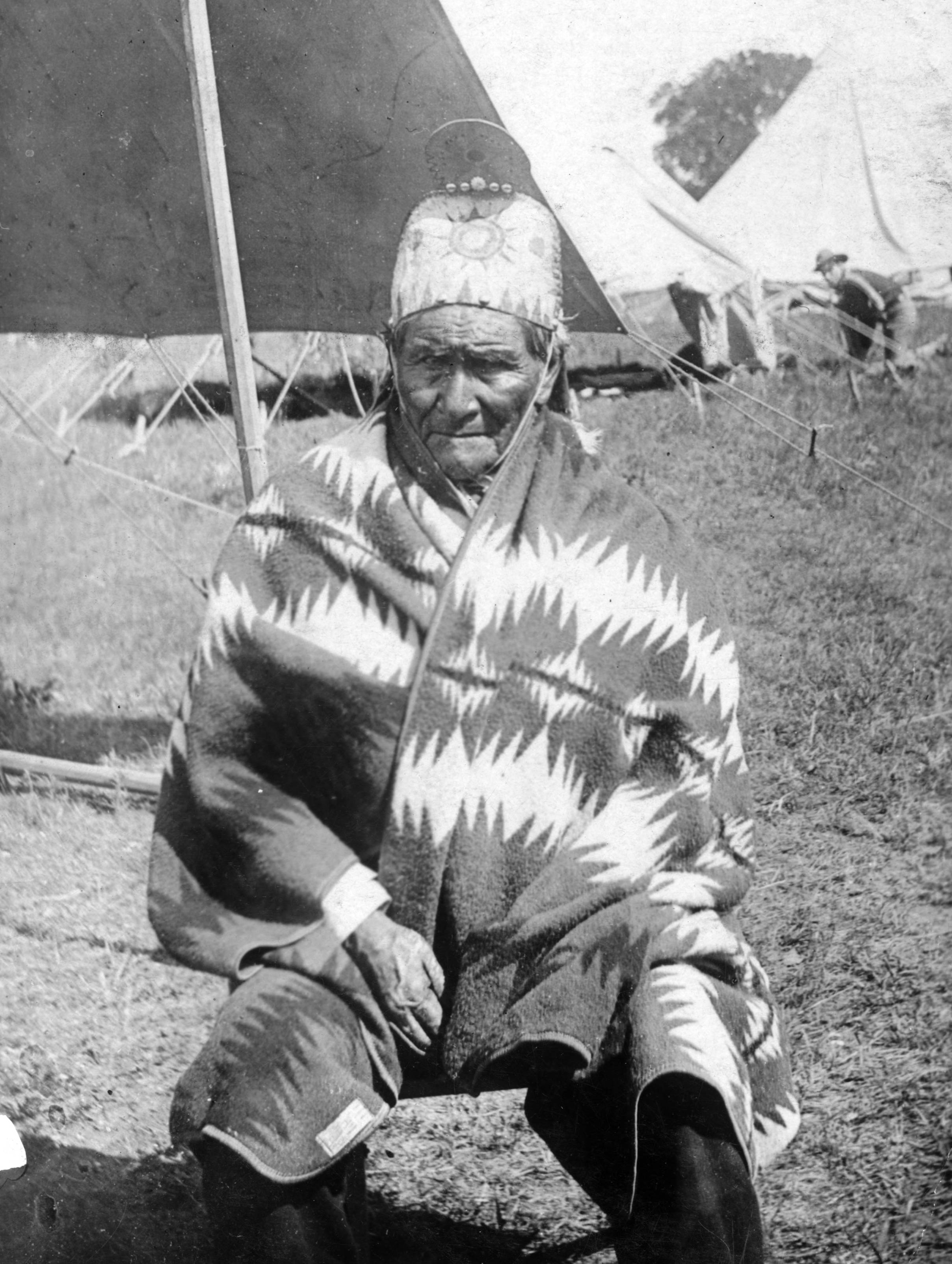
Geronimo roku 1909 jako americký zajatec

Abychom alespoň v základních obrysech pochopili, z jakého kmene poslední velký válečný náčelník Apačů pocházel, musíme si něco říci o Apačích jako celku. Apači patří k jižní větvi athabaské jazykové rodiny a právě na základě jazykové příbuznosti byl "kmen" Apačů víceméně uměle sestaven americkými lingvisty a dalšími učenci 19. století. Pomineme-li jazykově poněkud vzdálenější Navahy a Kiowa Apače, pak se společenství apačských "národů" v 19. století skládalo z pěti velkých kmenových skupin. V Texasu žili Lipanové, v jižním Novém Mexiku, přilehlých oblastech Texasu, v Chihuahue a Coahuile Karlem Mayem zpopularizovaní Meskalerové, v severním Novém Mexiku a jižním Coloradu Jicarillové, západně od Meskalerů, v Novém Mexiku, jihovýchodní Arizoně a severní Chihuahue Čirikavové a na západ od nich nejpočetnější apačské seskupení, pět nezávislých skupin (Apači z White Mountains, San Carlosové, Cibecuové, Jižní Tontové a Severní Tontové), které dnes známe pod společným názvem Západní Apačové.
Jak už bylo naznačeno, Geronimo patřil k poměrně komplikované skupině čirikavských kmenů a odtud pramení i zmatek, panující kolem jeho zařazení ke konkrétní tlupě. Opět Čirikavové jsou badateli a americkou administrativou uměle vytvořeným kmenem, který ve skutečnosti neexistoval. Vlastními Čirikavy jsou jen skupiny Čokonénů neboli Středních Čirikavů a úzce příbuzní Bedonkohové a Nednijové (Jižní Čirikavové). Tzv. Východní Čirikavové vlastním jménem Čihennéové (tlupy Warm Spring, Mimbreňo a s jistou výhradou i Mogollon) mluví poněkud odlišnou řečí, velmi podobnou meskalerštině, a velmi ostře odmítají být považováni za Čirikavy. Nicméně mezi Čihenny a vlastními Čirikavy existovalo válečné a politické spojenectví; všechny tlupy byly provázány i četnými vzájemnými sňatky.
Geronimo se narodil v tlupě Bedonkohe, která vznikla někdy v 18. století odtržením od předků Nedniů v severní Chihuahue, smíšením s jutoaztécky mluvícími kmeny v oblasti severního Mexika a odstěhováním na sever, do východní Arizony, kde žili až do Mahkoovy smrti. Nicméně příbuzenské pouto mezi Bedonkohy a Nedniji přetrvalo až do rezervačního období. Někteří američtí historici píší o Bedonkozích dokonce jako o "Bedonkohe Ndendai". Protože se Geronimo narodil v době, kdy se Bedonkohové spojili s lidem mimbreňského náčelníka Mangase Coloradase, považují ho mnozí spisovatelé za Mimbreně. Jeho první manželka Alopé byla zřejmě Nednijka a jelikož Apači většinou uznávali matrilokalitu, tj. muž následoval svou ženu (pokud jich neměl současně víc z různých kmenů, potom se vše řídilo první manželkou nebo tou, kterou si vzal dřív), odešel k jejímu lidu a stal se členem její tlupy, mohl být považován i za Nedniho. I když Geronimo nikdy svou ženu nenásledoval, žil si kde chtěl a kde to pro něho bylo výhodné. S Nedniji ho pojilo i další pouto: Juh, náčelník Janerů, severní části Nedniů, měl za druhou nebo třetí manželku Geronimovu sestřenici, což bylo u Apačů totéž jako sestra, Ishton. Geronimo u Juhova lidu často pobýval a účastnil se s Nedniji mnoha nájezdů a bitev s Mexičany a Američany. Nejméně dvě náčelníkovy ženy, Ziyeh a Ihtedda, byly Meskalerky a snad proto o něm současná kulturní specialistka z meskalerské rezervace, Donna SternMc Faden, mluví jako o "našem bývalém náčelníkovi". V posledních letech svého života žil Geronimo, spolu se všemi přežilými Čirikavy, na území komančskokiowské rezervaci u Fort Sillu v Oklahomě. Někteří z čirikavských vysídlenců odešli v letech 1911  1913 do rezervace Meskalerů v Novém Mexiku, Geronimo a desítky dalších zůstali v Oklahomě a dnes jsou jejich potomci známí jako Fort Sill Apači. Takže než starý nantan v roce 1909 zemřel, stihl být ještě Fort Sillem. A aby zmatku nebylo málo, občas bývá Geronimo označován i za Mogollona, neboť ačkoliv to není pravda, Bedonkohové a Mogolloni jsou ve starších pracích a dokumentech ztotožňováni.

## Zbabělec nebo hrdina?
V knihách vystupuje Geronimo buď jako neohrožený a statečný bojovník, ochraňující a mstící svůj lid, prostě jako vzor všech apačských ctností, nebo jako vyložený zlosyn, vraždící bělochy na potkání. Málokde se ale setkáme s tím, co si o svém "národním hrdinovi" mysleli samotní Apači. Podíváme-li se na zápisy vyprávění Geronimových současníků, tu se nám rekův obraz prokresluje a zároveň komplikuje. Náčelníkovi nejbližší příbuzní jako synovec Ace Daklugie, syn Juha a Ishton, vynášejí Geronima do nebe a odmítají jakoukoli kritiku. Potomci některých Geronimových nejbližších spolubojovníků, Nachiseho, Yahechula, Stoupajícího kouře, nebo Chihuahuy, tvrdí, že nejstatečnější Apač všech dob se v několika bitvách zachoval jako naprostý zbabělec a jako příklad uvádějí jeho chování v boji s mexickou pěchotou v dubnu 1882. Geronimo se prý před vojáky, celý strachy bez sebe, schovával v jeskyni spolu s malými dětmi, dokud ho odtud nevysvobodil Yahechul a Chihuahua, kteří postříleli většinu mexických důstojníků a tím vojáky zahnali na útěk. A nedosti na tom, Geronimo dokonce navrhoval ostatním válečníkům, aby opustili ženy a děti, nechali je na pospas Mexičanům a utekli do hor.
Nejbližší Geronimův spolubojovník a spoluvelitel jeho tlupy Nachise (také Naiche, Nachez), syn náčelníka Cochise, na svého staršího druha silně skrytě žárlil. Vadilo mu hlavně to, že starý Bedonkohe má na rozdíl od něho šamanské schopnosti. Geronimo nebyl nikdy velkým náčelníkem, jen vůdcem proměnlivé družiny válečníků z různých čirikavských skupin a jejich rodin. Skuteční dědiční nantanové mu záviděli vliv, který měl na jejich mladé bojovníky, a štvalo je, že jim je odvádí a "kazí„. Odtud možná pramení pomluvy o Geronimově zbabělosti, nesmyslné krutosti a dalších nepěkných vlastnostech. Názory “šlechtické vrstvy" mezi Čirikavy vyjádřila Nachisova dcera Amelia: "… Geronimo nebyl vůbec velký muž. Neslyšela jsem o něm nic dobrého. Lidé neříkají, že dělal dobře (S. Robinson)„.

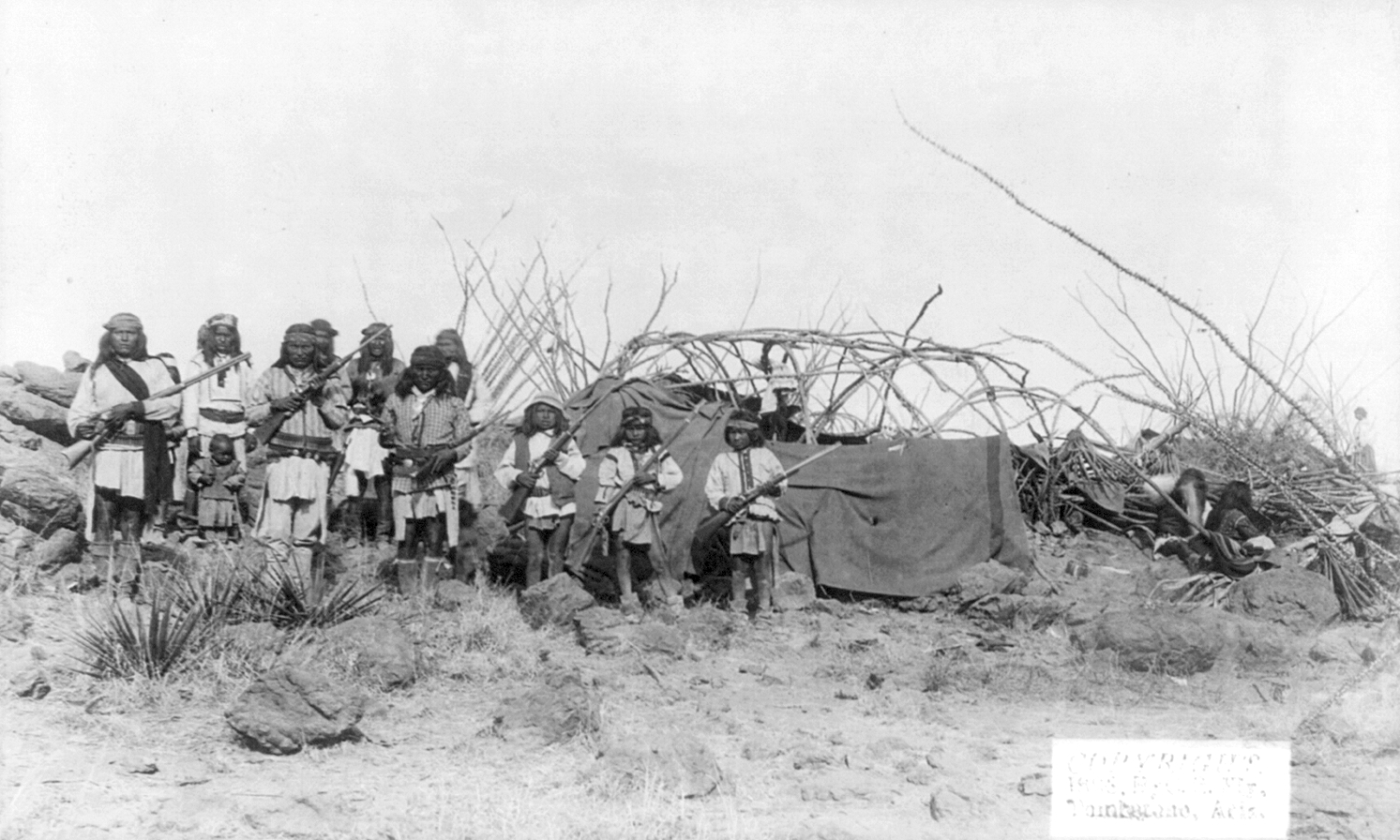
Geronimův poslední tábor předtím než se vzdal americké armádě roku 1886

Mnozí Čirikavové, hlavně ti smíření s porobou, toužící žít v míru a klidu, náčelníka nenáviděli. Kvůli němu a jeho nájezdům je vojáci zabíjeli, věznili, šikanovali a nakonec odvezli do vyhnanství na Floridu. Byli ale i tací, kteří mu po letech odpustili. Meskaler Charlie Smith, jehož v roce 1885 jako malého chlapce zajali a unesli Geronimovi bojovníci, po letech vypověděl: “ … vojáci zabíjeli ženy a děti (v odvetu za akce Geronimovy tlupy) … Byly časy, kdy jsem za to Geronima nenáviděl…; když jsem byl starší, poznal jsem, že neměl jinou volbu". Geronima neměli vůbec rádi Západní Apači. Jejich bojovníci sloužili ve velkém počtu jako zvědové v americké armádě a Geronimovi bojovníci jich poměrně dost zabili. Taipe, Apač za skupiny White Mountains, o Geronimovi soudil takto: "Byl ze všech nejvychytralejší. … Byl to velký kouzelník, ale také zlý. Když se mu přiblížili pronásledující vojáci a některé dítě začalo najednou křičet, zakroutil mu krk (H. Ingstad)".
Co se týče významu Geronimova odboje, tady se nespleteme, když řekneme, že v kontextu apačských dějin a válek byl spíše symbolický. Pár válečníků, jimiž náčelník disponoval, nemohlo nic zásadního změnit. Navíc v době, kdy už se většina Apačů vzdala a podvolila nevyhnutelnému. Přesto dokázal neuvěřitelné věci, jen v roce 1885 pobilo jeho 34 bojovníků a osm starších chlapců v Mexiku a USA na 200 lidí (75 amerických občanů, 12 apačských scoutů, 10 amerických vojáků a kolem stovky Mexičanů). Toto číslo zvláště vynikne, když ho porovnáme se ztrátami Geronimovy tlupy: ta přišla během celého tažení jen o šest mužů, dva chlapce, ženu a dítě.
Guvernér mexického státu Sonora v roce 1886 tvrdil, že Geronimova tlupa pozabíjela 500 až 600 Mexičanů během posledních pěti měsíců jejího řádění.

## Geronimovi „následovníci“
Pokud si američtí důstojníci a úředníci mysleli, že zajetím a uvězněním Geronima končí problémy s Apači, pak se mýlili. Už v roce 1887 se vzbouřilo v Arizoně několik apačských zvědů, které vedl proslulý Apač Kid, jeden z nejslavnějších indiánských psanců. O dva roky později byl se svými druhy sice dopaden, ale při převozu do vězení zneškodnili apačští rebelové své strážce a uprchli do hor. Mnozí byli chyceni a pověšeni, Apač Kid, ukrytý v Mexiku, však terorizoval pomezí Sonory a Arizony dlouhá léta. V roce 1890 utekli z arizonské rezervace San Carlos další Apači a zase začalo docházet k olupování a vraždám civilistů. V témže roce téměř do jednoho vyhladili poslední svobodní Nednijové ukrytí v Sierra Madre v sonorském pohoří Espuelas skupinu francouzských zlatokopů. Dva roky nato se sierramadreští Nednijové smíšení s apačskými uprchlíky z Arizony pustili do napadání mormonských usedlostí v Sonoře. Téměř každý následující rok bylo v Sonoře zaznamenáno několik vražd a nájezdů spáchaných divokými Apači. Poslední krvavý incident se stal pravděpodobně v roce 1934, kdy mexičtí rolníci a dobytkáři v průsmyku Cumpas dopadli a postříleli čtyři apačské ženy a jednoho bojovníka. U mrtvých Indiánů nalezli několik čerstvých skalpů, ještě předtím tato minitlupa na úspěšném nájezdu uloupila nějaký dobytek a okradla a zabila několik lidí.
Potíže byly i s Meskalery v Novém Mexiku. Posledního bělocha, mladého a zbrklého kovboje jménem Don McLane, zastřelil v lednu 1908 poblíž meskalerské rezervace bojovník Kedinchin.

## Záhada modrých očí

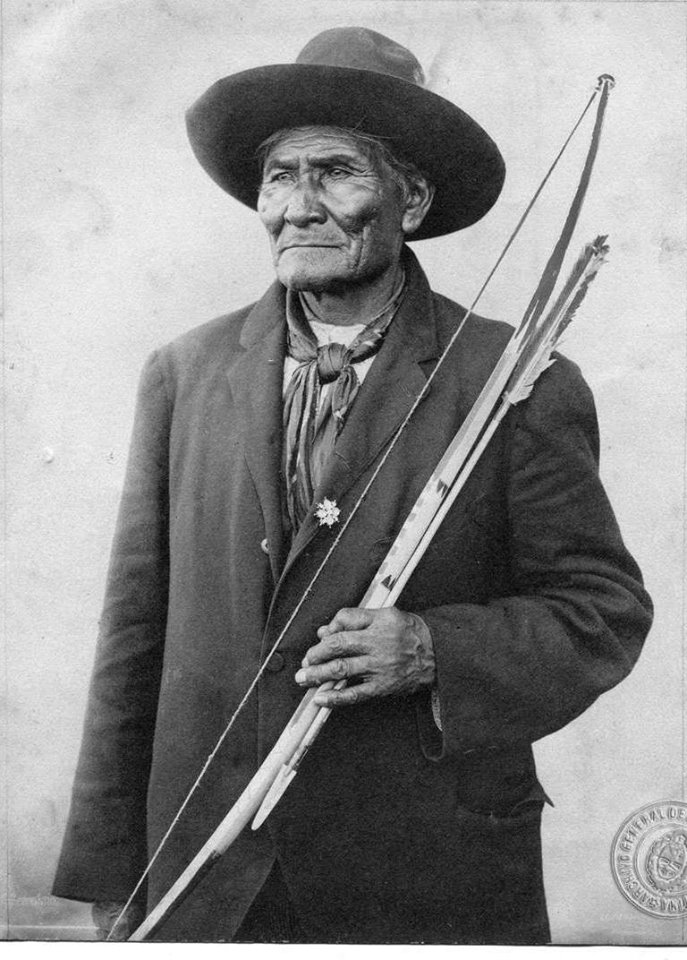
Geronimo s lukem a šípy

Než přikročíme k diskusi o Geronimových "modrých očích", vyrovnejme se krátce a snad jednou provždy s plky o tom, že Mayův Vinnetou je vlastně romantizovaný Geronimo. V jakémsi doslovu ke třetímu dílu Vinnetoua Karel May napsal: "Jednotlivé kmeny ztratily ponenáhlu pocit sounáležitosti, který jim byl pracně Vinnetouem vštípen, a vyčerpávaly se krvavými, neprospěšnými válkami s bledými tvářemi. Jména náčelníků Kočize (Cochise), Vittorio (Victorio), ale zvláště Geronimo z kmene Čirikahua jsou zapsána jen krvavým písmem v dějinách západní části Spojených států".
A to je poprvé a naposledy, co se May zmínil o Geronimovi. Jen velký fantasta nebo člověk něčím omámený by z těchto dvou vět mohl vyvodit onu šílenou konstrukci, kterou nás čeští ale i někteří němečtí publicisté a spisovatelé straší už celá desetiletí. Karel May svého Vinnetoua vymyslel nejpozději v polovině 70. let 19. století a v té době o Geronimovi, který se proslavil až po roce 1880, nevěděli nic nebo jen pramálo ve Spojených státech, natožpak v Evropě. Navíc Vinnetou je Meskaler a ne Čirikava. Pokud už se May inspiroval nějakým apačským náčelníkem, mohl by to spíše být meskalerský nantan Gian-na-the (viz podoba s výrazem Vin-ne-tou), ale to už se pouštíme na tenký led nepodložených spekulací.
S historkou o náčelníkových modrých očích vyrukoval v roce 1906 ve svém díle "Lives of Famous Chiefs" (Životy slavných náčelníků) baptistický kazatel a historik Norman B. Wood. V kapitole věnované Geronimovi Wood popisuje i průběh své osobní schůzky se starým náčelníkem ve Fort Sillu v dubnu 1905. Historik zastihl objekt svého zájmu na vlakovém nádraží. Živoucí mýtus Západu tu čekal na vlak, jenž ho měl dopravit na návštěvu k jeho příteli, vrchnímu náčelníku Komančů Quanahu Parkerovi. Byl oblečen jako dokonalý gentleman "v dobře padnoucím modrém plátěném civilním obleku ". Když mu pastor vysvětlil, oč mu jde, že si chce jen popovídat, Geronimo, který dávno pochopil zákony byznysu a tvrdě pracoval na své popularitě, s rozhovorem souhlasil. V domě tlumočníka George Wrattena, kam se oba muži odebrali, pak veliký Čirikava spisovateli poskytl kýžené interview. Během 90minutové družné besedy si Wood náčelníka dokonale prohlédl. Ve své knize popsal podrobně jeho rysy, přičemž nejzajímavější mu připadaly Apačovy oči, "které jsou ostré a jasné a výrazně modré, což je velmi vzácné mezi Indiány".
V žlutém plemeni, k němuž především náležejí severoameričtí Indiáni, se modrá nebo šedá barva očí objevuje jen výjimečně; u Čirikavů byla zaznamenána jen u náčelníka Chihuahuy, a o tom se říkalo, že je alespoň částečně mexického původu. Geronimo představuje téměř ukázkový typ svého lidu, tedy Athabasků, kteří mají k asijským šikmookým národům ze všech indiánských etnik asi nejblíž (blíž jsou snad jen Eskymáci), neboť do Ameriky přišli ze Sibiře jako poslední. Nikdo o něm nikdy neslyšel, že by jeho krev nebo krev jeho předků byla smíšená. Sám Geronimo na přímý Woodův dotaz, kterého modře zbarvená duhovka jeho společníka fascinovala, zda je čistokrevný Indián, rezolutně odpověděl, že ano.
Všichni ostatní lidé, vojáci, novináři, cestovatelé, agenti, malíři aj., kteří se s Geronimem osobně setkali, si však u něho modrých očí nepovšimli. Naopak většina z nich uvádí, že starý rudý "lotr" měl oči velice tmavé. Například generál Nelson A. Miles napsal v roce 1897 ve svých "Personal Recollections", že náčelník "měl jasné, nejostřejší tmavé oko, které jsem myslím kdy viděl …".
Záhadu Geronimových modrých očí patrně už nikdy nerozluštíme. Nabízejí se různá vysvětlení. Někdo soudí, že Wood nebyl při svém setkání s náčelníkem zcela při smyslech, nebo, že v Apačových očích odráželo slunce jeho výrazně modrý oblek. Někteří odborníci připouštěji, že se barva lidských očí léty může změnit, ale diví se, proč si toho povšiml jen jediný člověk.
Mudrování nad Geronimovými "kukadly" přišlo v americké odborné veřejnosti na přetřes naposledy v roce 1999 v podzimním čísle Burroughs Bulletinu v souvislosti s kritickým rozborem románu The War Chief od Edgara Rice Burroughse (1875  1950; mimo jiné autor slavné série románů o Tarzanovi), v němž mimo jiné vystupuje i Geronimo. A vystupuje tu jako velekladný hrdina, neboť Burroughs sloužil v mládí jako příslušník 7. kavalerie v Arizoně a Apače dobře znal a obdivoval se jim. E. R. Burroughs nahlížel, když sbíral materiál pro své romány The War Chief (1927) a Apache Devil (1933) do Woodovy knihy a bůhvíproč uvěřil jeho popisu náčelníkových očí.

### Operace Geronimo
Vojenští plánovači použili kódové jméno Geronimo pro pojmenování operace, při které byl v roce 2011 zabit vůdce Al-Káida Usáma bin Ládin, ale kódový název popudil některé severoamerické Indiány a jejich příznivce. Po protestech byla Operace Geronimo dodatečně pojmenována „Neptunův trojzubec“ (Neptune's trident). Geronimův pravnuk řekl Senátní komisi pro záležitosti Indiánů: „Pojmenování útoku, při kterém byl zabit bin-Ládin, Geronimo je pobuřující útok nebo chyba. A z odtajněných vojenských záznamů je zřejmé, že vojáci používali jméno Geronimo pro označení operace i pro bin-Ládina samotného.“